# Populus Sion
Populus Sion is een gregoriaans introïtusgezang voor de Mis van de tweede zondag van de Advent en tevens de naam voor deze zondag van de Advent. De tekst van het gezang is gebaseerd op Jesaja 30:19 en 30:30 en op Psalm 80:2.
De liturgische kleur die op die zondag, en tijdens de Advent in het algemeen, wordt gebruikt is paars.
| Tekst | Vertaling |
| --- | --- |
| Populus Sion, ecce Dominus veniet ad salvandas gentes: et auditam faciet Dominus gloriam vocis suae, in laetitia cordis vestri. Qui regis Israel, intende: qui deducis velut ovem Ioseph. | Volk van Sion, ziet! De heer zal komen om alle naties te redden: en de Heer zal u de heerlijkheid van zijn stem laten horen, tot vreugde uwer harten. O, herder van Israël, verhoor ons, Gij die Jozef leidt gelijk een kudde |